# Лозки (родина)

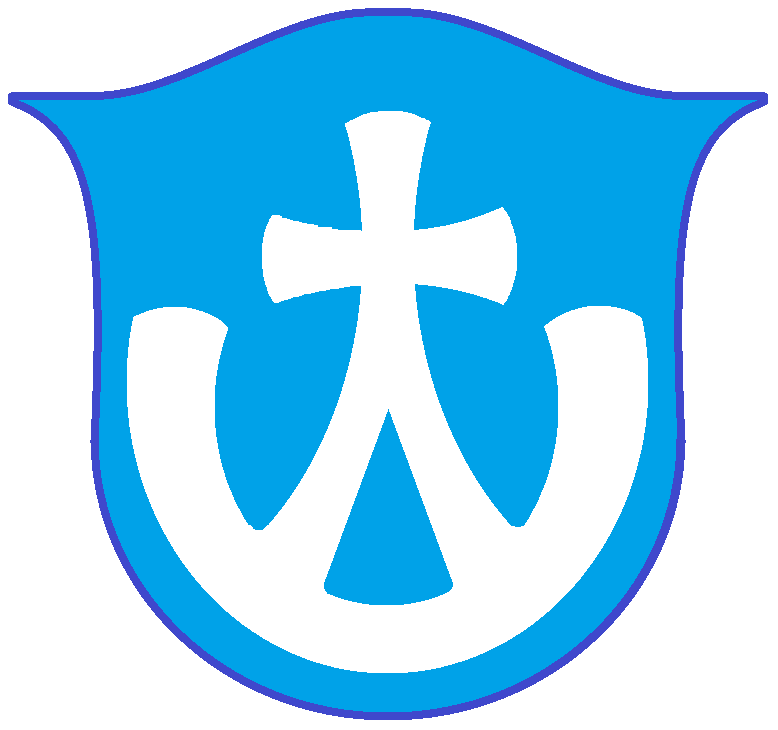
Герб «Лозки»

Лозки — давній український шляхетський рід гербу Лозки, який панував на землях Берестейщини та Київщини.
Лозки поряд з Химськими, Слуцькими, Горностаями, Кропивницькими, Шашкевичами, Єльцями, Олізарами, Немиричами, Кмітами, Полозами, Проскурами представляли українську шляхту південно-західного та південно-східного прикордоння ВКЛ протягом 200 років. Саме в цей період назагал склалась соціальна структура краю.
Спочатку носили прізвище Лоза, але через труднощі і відмінювання цього слова в польській мові стали Лозками.

## Відомі представники
- Мартин — литовський писар у 1457 році[1].

- Федір — одружений з Марією, донькою Івана Олехновича Юхновича. Через те, що сини батька Марії, Івана Олехновича, Федір та Василь Юхновичі померли без нащадків, їхні маєтки ще до нападу Менґлі Ґерая в 1483 році перепали донькам: Марії і Орисі у шлюбі з Семеном Проскурою.
  - Василь Федорович.
    - Борис Васильович (пом.1507)  — пан величезних маєтків в Україні та Литві.
      - Євдокія Борисівна — дружина Тимофія Семеновича Проскури.
      - Андрій Борисович (пом.1533) — дідич, після поділу маєтків батьком у 1507 році[2]: містечка Добринь та  Мелетичі з палацом та приналежними до них селами, палац зі всім належним тощо у Берестейському повіті. У 1510 році королівський дворянин, а у 1512 році як берестейський лісничий отримав привілей на володіння  — селом Козикалів, у 1515 році — кам'янецький лісничий, у 1516 році — підляський лісничий, у 1525 році — як берестейський войський, отримав привілей на село Пожезно, у 1528 році — в рахунок Підляської землі поставив дев'ять коней. Дружина — Ганна[3].
        - Ганна Андріївна — дружина: 1) Лева Потійовича Тишковича (пом.1550), мати Митрополита Київського, Галицького та всієї Руси УГКЦ Іпатія Потія (в хрещенні — Адама); 2) Домініка Паца.
        - Софія Андріївна — у першому шлюбі з Боговитином Петровичем Шумбарським з Козерадів, у другому — з ковельським князем Василем Санґушком.
        - Богдана Андріївна — дружина київського городничого Івана Григоровича Служки. Ймовірно, перша дружина у 1553 році Івана Солтана.
        - Таміла Андріївна — дружина Федора Баки.
        - Василь Андрійович, вдова якого, Таміла Василівна, з донькою Богданою судиться з сестрами та шваґрами чоловіка за маєток Рогач та рухоме майно, яке залишилось після Андрія Лозки, у 1546–1547 роках.

      - Олехна Борисович — дідич, після поділу маєтків батьком у 1507 році під Брацлавом[2]: Великі Луки та Малі Луки, — понад Богом: Сукин і Кабани, Указбин, — понад Тетеревом: Турденівці, Чапоровщизна з землею Феневщина та селищем, село Заруддя, В'ятерів[4] з усіма селищами, які мав батько, половина Луток та Хильчиці з палацом. Київський городничий.
        - Давид (ймовірно: Олехнович) — мозирський земський суддя. Дружина  — Олена Ружинська.
          - Катерина Давидівна — у шлюбі з Борисом Грізним, новгород-сіверським ловчим у 1638–1647 роках.

      - Яків Борисович — дідич, після поділу маєтків батьком у 1507 році, понад річкою Здвиж[2]: Пуково з палацом та селами, Батиєво з Монастирищем та церквою поблизу Батиєва, і селами Щеніїв, Забужчине та островами, які на цю церкву відписала їхня тітка, княжна Ромейкова, з двома озерами на річці Ірші під Заруддям, у Феневщині дві бочки меду, і з селом Високим на межі села печерського монастиря Забелоцьке, з селами Велике та Мале Ставище, село Кольтежич і Ситняківщина понад Здвижем, засноване дідом місто Рожів і під Мозиром село Тереховка та всіма селищами до них належними. новгородський намісник. У 1512 році отримав підтвердження на володіння селом Тереховка у Мозирському повіті. У 1527 році свідчив при зреченні Козека, у 1529 році — на записах Дашкевича. Добився від короля Сигізмунда І Старого нового привілею у всіх давніх спалених місцях Великих князів Вітовта, Сигізмунда та короля Казимира.
        - Філон Якович — у 1522 році після розподілу між братами[2] дідич маєтків у Жереб'ятині, старого городища понад Караним болотом за Дніпром та там же іншого городища, в тій же землі Жеребятинській, Глібковській, Бусурманській, Рогози і Княгинь, полів з невеликим городищем в Ярославських Ловах у лісі поблизу Вишеньок з даниною, з озерами, з селищами та з палацом у Києві біля Святого Миколи.
        - Богдан Якович — після розподілу між братами[2] дідич маєтків у Тереховці, Лутках та Хильчицях.
        - Василь Якович — після розподілу між братами[2] дідич маєтків у Пуково, Батиєво, села Кольбежиці, Раківщизни із селищами Рожів, Високим, Ситниківщини, Монастирища із землею Забужчина тощо.
          - Таміла Василівна — у шлюбі в 1576 році за Андрієм Бабинським.
          - Іван Васильович — київський підчаший у 1592 році, київський депутат на Трибунал у 1597 році, київський земський писар у 1600[1] році, який разом з братами судовими справами поповнив батьківські маєтки у 1586 році, 1608 року ще жив. Одружений у першому шлюбі з вдовою, матір'ю Потенції Миколаївни Смечицької, у другому — з Магдалиною Чирською (1613 року судиться зі шваґром Лавріном як вдова).
            - Олександра Іванівна (від другої дружини)  — дідичка Жереб'ятина, у 1621 році — дружина Олександра Сурина. У 1608 році — відповідачка у суді перед Потенцією Смечицькою щодо 500 кіп її матері, витрачених Іваном Лозкою на Жереб'ятин. Обоє Сурини судяться у 1621 році з Михайлом Лозкою з Рожева, а після всього продали Жереб'ятин Красенським.

          - Степан Васильович — дідич у Раківщизні, Рожеві, Ставищах,  Мелетичах, В'ячорові[4], Лутках та Хильчицях, Рожеві тощо, які поповнив разом з братами судовими справами за батьківські маєтки у 1586 році. річицький войський та збирач податків у 1578 році, київський підчаший у 1581 році, київський збирач податків у 1589 році, підкоморій у 1598 році, у 1598 році мозирський маршалок (ймовірно з 1592 року та суддя. Судиться за маєтки у 1600–1604 роках з Киселями (суду надав документ від 1507 року, який доводив власність на спірні маєтки[2]). У 1606 році купив у Гулевича Сутиски, Тиврів, Дзюньків з десятьма селами, у 1607 році — Настале у Мозирському повіті від Себастьяна Дмитровича Іскоротинського. 1609 року судився з Даниловичем через підданих з Юрівки, з сином Йосипом за частину Рожева, 1613 року — з Харленським через підданих. Перша дружина: Анна Боговитівна Козерадська. Друга — Галшка Гулевичівна після першого шлюбу з Кшиштофом Поцеєм.
            - Анастасія Степанівна (від першої дружини) — в шлюбі у 1612–1629 роках з Михайлом Мишкою-Холоневським[3].
            - Регіна Степанівна (від першої дружини) — в шлюбі з Пилипом Єльцем, київським підстолієм у 1600 році[1].
            - Йосип Степанович (від першої дружини) — дідич Раківщизни, Ставищ (Велике та Мале), Забріддя, судився з батьком у 1609 році за частину Рожева. Одружений із внучкою Миколая Рея Ельжбетою-Геленою Рей з Нагловиць, одночасно з якою продав Оріховському у 1609 році Рейовець та Стайне. У 1631 році був живим, 1635 року його вдова вдруге у шлюбі з Петром Кучборським.[3].
              - Софія Йосипівна — у першому шлюбі з Адамом Хом'яком, у другому — за Стефаном Аксаком, київським земським суддею[3].

            - Михайло Степанович (від другої дружини)  — дідич Рожева, Юрівки, Небитова, Козячих Ліз у 1618 році. Ще малолітній у 1621 році. разом з матір'ю у 1618–1630 роках судиться із сусідами. Перша дружина — Софія Сокіл (у 1633 році), друга — Софія Каше(о)вська з Високого (у 1643 році), третя — Варвара Юдицька. У 1638 році продав Рожів Цетнеру. У 1646 році судиться з братами другої дружини за примус її до різних записів. Помер бездітним[3].

          - Василь Васильович — мозирський підсудок. Дружина — Анна Костюк[1].
          - Лаврін Васильович — дідич Сотників, Мисаків, Пирогова, Ржищева, Трудинівщини та Требухівщини, які на початку XV століття належали Євдокії Федорівні Лозі, дружині Тимофія Семеновича Проскури. Королівський дворянин, київський чесник у 1601–1611 роках, який разом з братами судовими справами поповнив батьківські маєтки у 1586 році. Оружений з Анною Гулевич — дідичкою Витачева. 1621 року не жив. Вдова після смерті чоловіка та її доньки мають чисельні судові процеси у 1621–1630 роках, поміж ними у 1621 році з Роговськими про захоплення доньки та тривалого утримання для видання за молодого Роговського. Після 1633 року вдова вступила в шлюб з Ярошем Козинським[3].
            - Варвара Лаврінівна — дружина Олександра Красенського, волинського ротмістра у 1622 році[1].
            - Єлизавета Лаврінівна — дружина Людовіка Олізара-Волчкевича(пом.1645)[3].
            - Єва-Олена Лаврінівна — дружина Якова Кашовського[3].

З цієї ж родини:
- Іван — віленський тивун у 1581 році.
- Юхим Матвійович — дідич маєтків у Банках.
- Іван — мозирський хорунжий у 1587 році.
- Іван — київський земський писар гербу Брохвич[5] у 1603 році.
- Степан — полковник, заснував монастир бернардинів у Мозирі в 1645 році[1].

## Відбитки печаток родини та будівлі

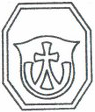
Печатка Якова Лози 1509
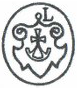
Печатка Лавріна Лозки 1603
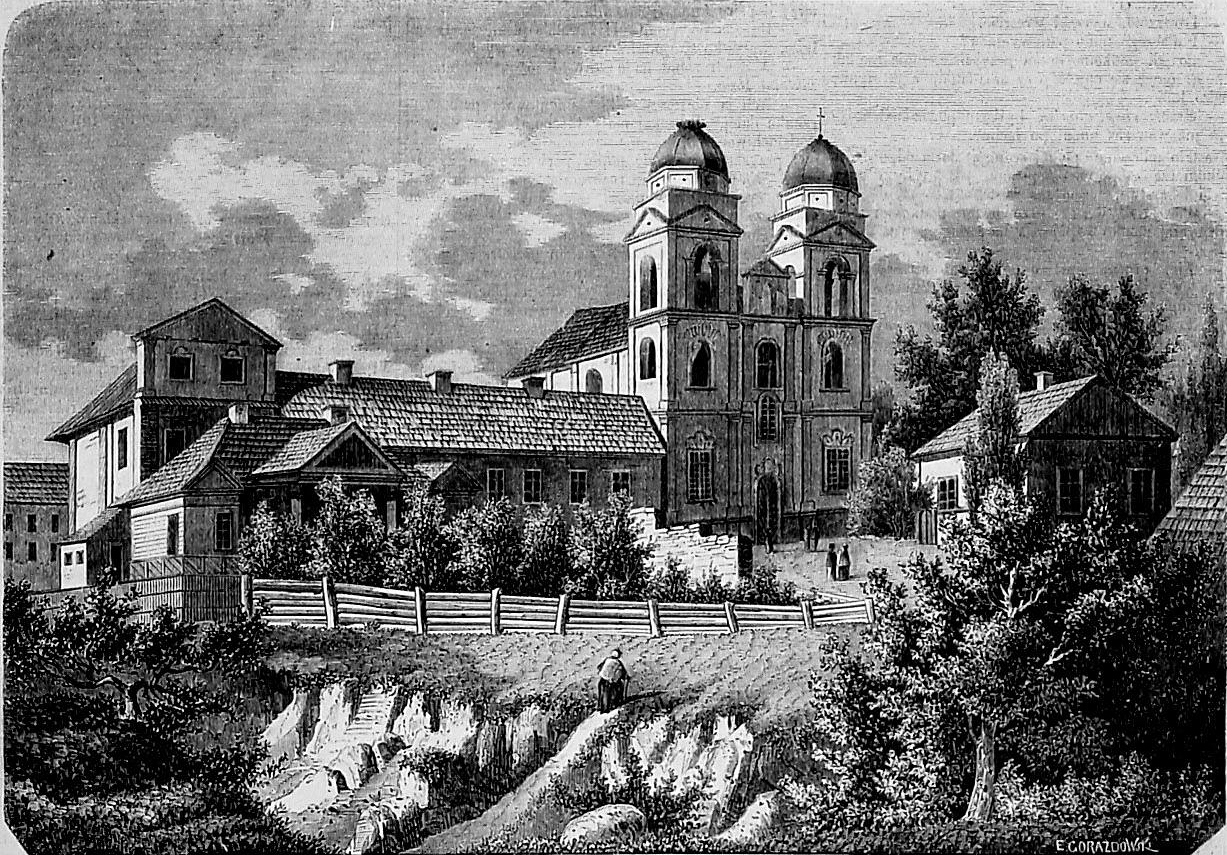
Монастир бернардинів Заснований Степаном Лозкою 1645